# Evangelischer Oberkirchenrat (Preußen)

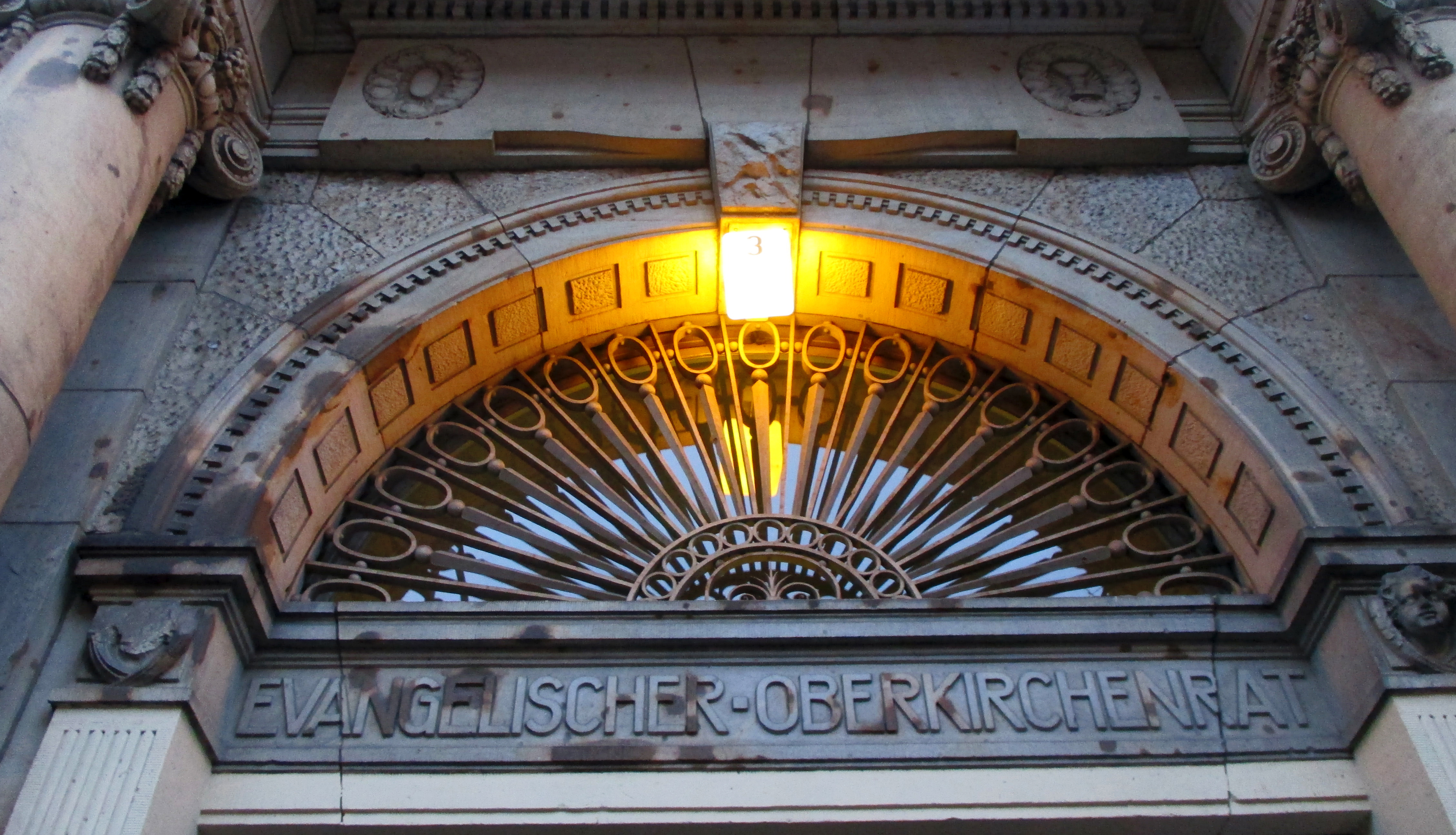
Evangelischer Oberkirchenrat – Berlin

Der Evangelische Oberkirchenrat (abgekürzt meist EOK, gelegentlich auch EO) war die oberste Verwaltungsbehörde der evangelischen Landeskirche in den vor 1866 zu Preußen gehörenden Provinzen und ihrer Nachfolgekirche, der Kirche der Altpreußischen Union. Sein Sitz war in Berlin.

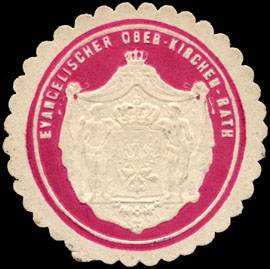
Siegelmarke des EOK

## Vorgeschichte
Wie in anderen deutschen Territorialstaaten wurde in Brandenburg-Preußen die Verwaltung der Angelegenheiten der evangelischen Kirchen im Zuge des landesherrlichen Kirchenregiments durch Konsistorien wahrgenommen. Für das gesamte Gebiet der Monarchie waren seit dem 18. Jahrhundert das Lutherische Oberkonsistorium (1750–1808), das Reformierte Kirchendirektorium (1713–1808) sowie das Consistoire supérieure des communeautés réformées françaises (1701–1809) zuständig, bis sie 1808/09 aufgelöst und ihre Aufgaben einer Sektion für Kultusangelegenheiten im preußischen Innenministerium übertragen wurden. 1815 wurden wieder Konsistorien für die einzelnen preußischen Provinzen geschaffen; die zentrale Verantwortung verblieb aber im 1817 neu gegründeten „Kultusministerium“ (Ministerium der geistlichen, Unterrichts- und Medizinalangelegenheiten). Forderungen, für die inneren Angelegenheiten der seit 1817 unierten Landeskirche wieder eine rein kirchliche Behörde zu schaffen, wurden immer wieder erhoben, unter anderem von der Preußischen Generalsynode 1846. König Friedrich Wilhelm IV. richtete am 28. Januar 1848 ein Oberkonsistorium ein, das jedoch von der Märzregierung am 15. April wieder aufgehoben wurde, da der Kultusminister Maximilian von Schwerin-Putzar eine presbyterial-synodale Selbstregierung der Kirche schaffen wollte. Als sich in Preußen im Herbst 1848 wieder die Gegenrevolution durchsetzte, knüpfte der König jedoch an seinen vorherigen Plan an und richtete im Januar 1849 eine „Abteilung für die inneren evangelischen Kirchensachen“ im Kultusministerium ein. Um § 12 der oktroyierten Verfassung vom Dezember 1848 (= § 15 der Verfassung von 1850) zu erfüllen, wonach die evangelische Kirche, „wie jede andere Religionsgesellschaft, … ihre Angelegenheiten selbständig“ ordnet und verwaltet, bestimmte ein königlicher Erlass vom 29. Juni 1850, dass die Abteilung für die inneren evangelischen Kirchensachen aus dem Kultusministerium ausgegliedert und zum Evangelischen Oberkirchenrat umgebildet werden solle.

## Geschichte
Am 11. Juli 1850 nahm die neue Behörde offiziell ihre Tätigkeit auf. Als erster Präsident des EOK fungierte der schlesische Jurist Rudolf von Uechtritz (1803–1863). Die weiteren Räte, darunter die Theologen Daniel Amadeus Neander, Karl Wilhelm Moritz Snethlage, Friedrich Strauß, Ludwig August Bollert und Wilhelm Ross und die Juristen Friedrich Julius Stahl, Heinrich von Mühler und Ämilius Ludwig Richter waren jedoch auch weiterhin ebenfalls im Ministerium selbst tätig. Alle Mitglieder des EOK wurden vom König ernannt und waren ihm verantwortlich, so dass der Verfassungsrechtler Ernst Rudolf Huber dessen Errichtung als „Verstärkung des autorität-behörden-kirchlichen Moments im preußischen Protestantismus“ und „Aufrichtung des kirchlichen Absolutismus“ beurteilte.
Karl Immanuel Nitzsch, der 1852 in den EOK eingetreten war, erreichte, dass von den Bestrebungen zur Zurückdrängung der Union Abstand genommen wurde. Ansonsten war der EOK unter von Uechtritz und seinen Nachfolgern ein Instrument des Konservatismus. Erst als Emil Herrmann 1872 die Präsidentschaft übernahm und von Kultusminister Adalbert Falk unterstützt wurde, wurde der EOK zeitweilig zum Förderer des kirchlichen Liberalismus. Mit der Kirchengemeinde- und Synodalordnung von 1873/76 wurde die Kirchenverfassung der östlichen Provinzen Preußens ergänzt. Das Machtzentrum blieb jedoch der EOK, der unter Präsident Ottomar Hermes wieder eindeutig die „kirchlich-positive“ Richtung förderte. Stellvertretend für die anderen Landeskirchen übernahm der EOK seit 1884 auch die Betreuung deutscher Auslandsgemeinden, die schon bislang meist auf preußische Gründungen zurückgegangen waren.
Unter Präsident Friedrich Wilhelm Barkhausen warb der EOK im Auftrag von Kaiser Wilhelm II. 1890 zunächst für ein sozialpolitisches Engagement der Pfarrer, verbot dieselbe Tätigkeit aber 1895 wieder. Nachdem der Vorsitz im 1903 gegründeten Deutschen Evangelischen Kirchenausschuss dauerhaft mit der Präsidentschaft im EOK verbunden wurde, wuchs dem EOK eine herausragende Bedeutung für den gesamten deutschen Protestantismus zu. Diese behielt er auch in der Weimarer Republik, da der EOK-Präsident auch im Ausschuss des Deutschen Evangelischen Kirchenbundes den Vorsitz führte. Der EOK arbeitete nach dem Wegfall des landesherrlichen Kirchenregiments 1918 zunächst unverändert weiter und behielt auch weitgehend seine Funktionen, als 1922/24 durch eine neue Kirchenordnung aus der preußischen Landeskirche die Evangelische Kirche der altpreußischen Union wurde. Die eigentliche Kirchenleitung lag nun jedoch beim von der Synode gewählten Kirchensenat.
In der NS-Zeit wurde der EOK wie fast alle kirchlichen Behörden schnell gleichgeschaltet. Als am 8. Juni 1933 der EOK-Präsident Hermann Kapler zurücktrat und Ernst Stoltenhoff zum kommissarischen Nachfolger bestimmt wurde, ohne die vorgeschriebene Bestätigung der Regierung einzuholen, gab dies die Handhabe für die Einsetzung von August Jäger als Staatskommissar in der altpreußischen Kirche. Am 4. August 1933 wurde Ludwig Müller vom Kirchensenat zum Vorsitzenden des EOK gewählt, gab das Amt aber nach seiner Wahl zum Landes- und Reichsbischof Ende September wieder an den schon von Jäger kommissarisch berufenen Friedrich Werner ab. Anfang 1934 usurpierte Müller noch einmal den Vorsitz des EOK, den er eng mit der Kirchenkanzlei der Deutschen Evangelischen Kirche verzahnte. Nach seiner Entmachtung übernahm Werner im November wieder den Vorsitz im EOK.
Nach dem Ende des Zweiten Weltkriegs wurde Otto Dibelius im August 1945 von einer provisorischen Kirchenleitung zum EOK-Präsidenten berufen. Er konnte aber nicht verhindern, dass die Provinzialkirchen sich verselbständigten und die Kirche der Altpreußischen Union somit zerfiel. Am 30. Juli 1951 wurde der EOK zur Kirchenkanzlei umgebildet. Als Kirchenkanzlei der Evangelischen Kirche der Union (EKU) bestand er von 1953 bis Ende 2003, anschließend als Kirchenkanzlei der Union Evangelischer Kirchen (UEK). Seit Anfang 2007 besteht nur noch eine Amtsstelle im Kirchenamt der Evangelischen Kirche in Deutschland in Hannover.

## Dienstgebäude

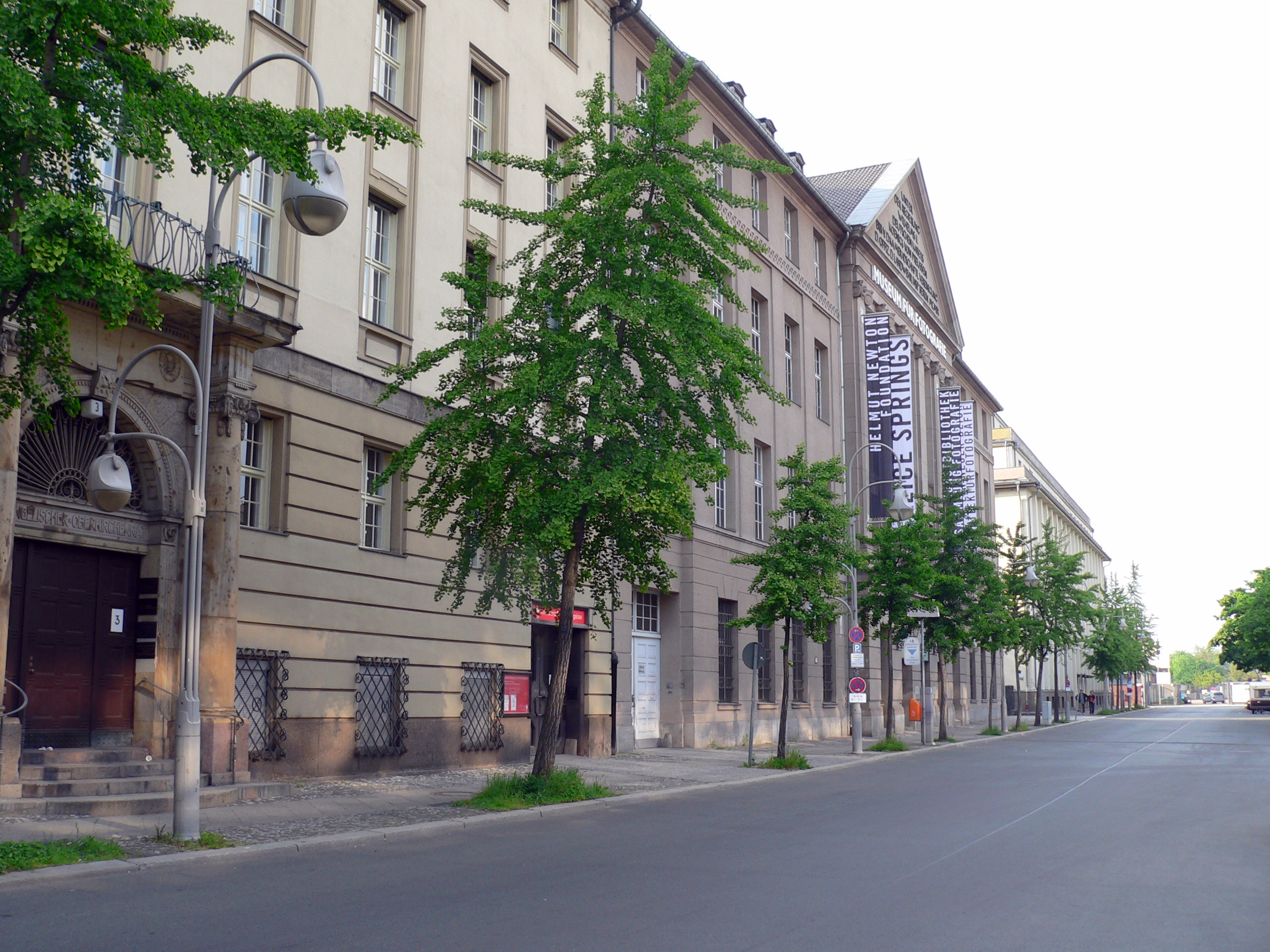
Eingang zum ehem. altpreußischen EOK, seit 2007 Sitz des Evangelischen Kirchenamts für die Bundeswehr, Berlin.

Die Diensträume des EOK, zunächst provisorisch in der Wohnung des Präsidenten von Uechtritz, waren seit 1855 im zu diesem Zweck gekauften und umgebauten „v. Winterfeldtschen Haus“ in der Köthener Straße 38 (im sogenannten „Geheimratsviertel“) untergebracht. 1910–11 wurde nach Plänen des Architekten Eduard Fürstenau von Adolf Bürckner und Fritz Herrmann ein repräsentativer Neubau in der Jebensstraße 3 (im damals noch selbständigen Charlottenburg, gleich neben dem Bahnhof Zoo) errichtet und im Januar 1912 in Betrieb genommen.

## Präsidenten
- 1850–1863: Rudolf von Uechtritz
- 1863–1864: Heinrich von Mühler (kommissarisch)
- 1865–1872: Ludwig Emil Mathis
- 1872–1873: Wilhelm Hoffmann (kommissarisch)
- 1873–1878: Emil Herrmann
- 1878–1891: Ottomar Hermes
- 1891–1903: Friedrich Wilhelm Barkhausen
- 1903–1919: Bodo Voigts
- 1919–1924: Reinhard Möller
- 1925–1933: Hermann Kapler
- 193300000: Ernst Stoltenhoff (kommissarisch, vom preußischen Staatskommissar August Jäger abgesetzt)
- 193300000: Friedrich Werner (von August Jäger am 25. Juni kommissarisch eingesetzt)
- 193300000: Ludwig Müller (vom Kirchensenat am 4. August gewählt)
- 193300000: Friedrich Werner (Ende September auf Vorschlag Müllers ernannt)
- 193400000: Februar bis November Vakanz (Amtsanmaßung Ludwig Müllers)
- 1934–1945: Friedrich Werner (am 20. November wieder eingesetzt; 1945 zum Amtsverzicht gezwungen)
- 1945–1951: Otto Dibelius (von der provisorischen Kirchenleitung (Beirat) berufen)

## Geistliche Vizepräsidenten
- 1877–1892: Bruno Brückner
- 1892–1906: Hermann von der Goltz
- 1906–1918: Ernst Dryander
- 1918–1920: Friedrich Lahusen
- 1921–1925: Julius Kaftan
- 1925–1927: Paul Conrad
- 1927–1933: Georg Burghart
- 1933–1939: Joachim Hossenfelder (ab Dezember 1933 beurlaubt)
- 1927–1933: Johannes Hymmen